# المكتب الاتحادي للسياسة العلمية (بلجيكا)
المكتب الاتحادي للسياسة العلمية المعروف باسم (BELSPO) هو هيئة الحكومة الفيدرالية المسؤولة عن السياسة البحثية في بلجيكا حيث تقوم بتصميم وتنفيذ برامج وشبكات البحث ومشاركة بلجيكا في المنظمات الأوروبية والدولية. يشرف BELSPO على المنظمات العلمية الاتحادية البلجيكية.

## التاريخ
بدأ التنسيق السياسي والإداري الرسمي لسياسة العلوم البلجيكية بإنشاء أول منظمة حكومية في عام 1959 وتضمنت هذه اللجنة المشتركة بين الوزارات المعنية بالسياسات العلمية (ICSP) والمجلس الوطني للسياسة العلمية (NCSP). في عام 1968 حيث تم تأسيس مكتب السياسات العلمية (SPO) كإدارة حكومية بلجيكية.
كان يعرف سابقا باسم مكتب الشؤون العلمية والتقنية والثقافية (OSTC).